# Daniel de Ornelas e Vasconcelos
Daniel de Ornelas e Vasconcelos, 1.º Barão de São Pedro ComC (22 de Janeiro de 1800 - 24 de Fevereiro de 1878) foi um empresário agrícola e político português.

## Família
Filho terceiro de Leandro Dias de Ornelas e Vasconcelos, Senhor do Morgado de São Pedro e doutros vínculos na Ilha da Madeira, Fidalgo Cavaleiro da Casa Real, Fidalgo de Cota de Armas por Carta de 27 de Julho de 1801, escudo partido em pala, na 1.ª de Ornelas e na 2.ª de Vasconcelos, e timbre de Ornelas, etc, e de sua mulher Marta Maria do Carvalhal.

## Biografia
Grande Proprietário na Ilha da Madeira, Bacharel formado em Direito pela Faculdade de Direito da Universidade de Coimbra, Par do Reino.
O título de 1.º Barão de São Pedro foi-lhe concedido em sua vida por Decreto de D. Maria II de Portugal de 12 de Agosto de 1845. Usava as Armas concedidas a seu pai, pela mencionada Carta de 27 de Julho de 1801, com Coroa de Barão. Comendador da Ordem Militar de Cristo.

## Casamento e descendência
Casou com Carlota de Ornelas Frazão do Carvalhal (28 de Dezembro de 1800 - 23 de Julho de 1862), de quem foi segundo marido, viúva de seu primo Francisco João de Vasconcelos e Couto Cardoso, Senhor do Morgado de Jardim do Mar e outros vínculos na Ilha da Madeira, com quem casara em 1822 e de quem teve geração, filha de Diogo de Ornelas do Carvalhal Frazão e Figueiroa, Senhor do Morgado da Calçada, na Ilha da Madeira, e Fidalgo da Casa Real, e de sua mulher Antónia Maria do Carvalhal Esmeraldo de Atouguia e Câmara, irmã do 1.º Conde do Carvalhal. Tiveram uma única filha, Josefina de Ornelas e Vasconcelos (22 de Junho de 1836 - 21 de Janeiro de 1914), que herdou a opulenta casa de seu pai e casou em 1862 com Pedro de Castelbranco Manoel, 2.º Barão de São Pedro.